# Passiflora carrascoensis
Passiflora carrascoensis är en passionsblomsväxtart som beskrevs av P.Jørg., R.Vásquez. Passiflora carrascoensis ingår i släktet passionsblommor, och familjen passionsblomsväxter. Inga underarter finns listade i Catalogue of Life.